# Hoplocryptus heliophilus
Hoplocryptus heliophilus là một loài tò vò trong họ Ichneumonidae.